# Pistol Harvest
Pistol Harvest è un film del 1951 diretto da Lesley Selander.
È un western statunitense con Tim Holt, Joan Dixon, Robert Clarke, Mauritz Hugo e Robert J. Wilke.

## Produzione
Il film, diretto da Lesley Selander su una sceneggiatura di Norman Houston, fu prodotto dallo stesso Houston per la RKO Radio Pictures e girato a Santa Clarita e nell'Andy Jauregui Ranch a Newhall, California, nella seconda metà di novembre del 1950.

## Distribuzione
Il film fu distribuito negli Stati Uniti dal 30 agosto 1951 al cinema dalla RKO Radio Pictures. È stato distribuito anche in Brasile con il titolo Roubo no Rancho.

## Promozione
Tra le tagline:
- A GUN-THROWING COWBOY TURNS OUTLAW TO RIDE HERD ON A RENEGADE BAND! (ad for "Texas Triggermen" [predistribuzione title])
- BULLET-FURY STALKS RANGE KILLER!
- BULLET-VENGEANCE STALKS TREACHERY-KILLER! Tim trails the frontier's mysterious Mr. Big and blasts the web of secrecy that grips the West in terror!
- TIM ON A TRIGGER-HUNT FOR THE FRONTIER'S 'MR. BIG"! Six-guns seek out the secret killer...when Tim and Chito find their ranch-boss murdered for his cash...and they set the West ablaze in their vengeance mission!